# Robert Strauss

Robert Strauss   (Nova York, 8 de novembre de 1913 - Nova York, 20 de febrer de 1975) va ser un actor estatunidenc.

## Biografia
Nascut al Bronx, Robert Strauss ocupa diversos llocs de treball, des de cambrer o repartidor de pizzes, a barman, abans d'embarcar-se en una carrera. Va treballar inicialment per a alguns grups de teatre de Nova York i va debutar a Broadway apareixent a principis dels anys 1930 en obres de Shakespeare, com Nit de Reis o Macbeth.
De físic corpulent, cara de trets afilats i veu ronca i profunda, durant la dècada Strauss es va fer un nom com a actor secundari, especialitzat en papers còmics. Es va convertir en una presència familiar a la ràdio, en el paper de "Pa Wiggs" a la telenovel·la Mr. Wiggs of the Cabbage Patch, que es va emetre des de 1936 a 1938. Entre els seus grans èxits a Broadway durant els anys 1940, destaca el musical Nellie Bly, el drama policial Detective Story, en la qual va interpretar el paper del detectiu Dakis, i la comèdia Segle XX, en el paper d'Owen O'Malley.
Es va casar el 1951 amb Virginia Deeb, i a principis dels anys 1950 Strauss va fer el seu debut a la pantalla gran i va interpretar diversos papers còmics com Sailor Beware  (1952), Jumping Jacks (1952) i  Money from Home (1953), totes tres al costat de Dean Martin i Jerry Lewis. Mentrestant, va treballar de nou a Broadway en el drama de la guerra Stalag 17, en el que hauria estat el seu paper més famós de teatre, el de Stanislas Kasava, un dels soldats nord-americans internats en un camp de presoners alemany, on va ser descobert i desemmascarat un espia a sou dels nazis. Després d'interpretar el personatge a l'escenari a partir de maig de 1951 fins al juny de 1952, Strauss va ser contractat per la Paramount Pictures per aparèixer en la versió cinematogràfica de l'obra, The Hell of the Living (1953), dirigida per Billy Wilder.
El talent còmic de Strauss va contribuir a l'èxit de Stalag 17 a la pantalla gran. L'actor va repetir el seu paper de Kasava Stanislas, conegut com a "Animal", formant un duo còmic amb Harvey Lembeck (en el paper de Harry Shapiro). Els dos es defineixen en la trama com "pallassos" i constitueixen l'element còmic en la història on John G. Sefton (William Holden), inicialment sospitós de ser l'informant del camp, se les arregla per desemmascarar el veritable informant. Amb el seu físic, roba esquinçada i barba descuidada, "Animal" és el protagonista de disputes amigables amb el sergent Schultz, el supervisor del camp, protagonitzat per Sig Ruman, i després embarca Shapiro en un maldestre i ineficaç intent per entrar a la barraca on s'allotgen els presoners russos del camp. Finalment, també descobreix un costat sentimental de la seva personalitat quan s'emborratxa en l'agonia de la passió no corresposta per l'actriu Betty Grable, l'estrella de Hollywood de la qual ha enganxat imatges a la llitera.
El paper d'"Animal" va ser sempre el favorit de Strauss. La seva interpretació va aconseguir un gran èxit de crítica i públic, cosa que permet a l'actor a guanyar-se una nominació a l'"Oscar al millor actor el 1954 i per continuar amb la seva carrera cinematogràfica amb altres papers de caràcter, com ara el de "Beer Barrel" a The Bridges at Toko-Ri (1954), M. Kruhulik a la famosa comèdia The Seven Year Itch (1955) amb Marilyn Monroe i Tom Ewell, de Schwiefka en el drama The Man with the Golden Arm, i el de PFC Bernstein a Attack (1956) amb Jack Palance. La seva cara marcada, si cal ambigua i amenaçadora, li va permetre abordar el paper de "durs", com el detectiu a Inside the Mafia (1958) de Roger Corman, i en la biogràfica  The George Raft Story (1961), inspirada en la vida de l'actor George Raft, en què Strauss va fer el paper Frenchie.
Tot i aparèixer en programes de televisió d'entreteniment durant els anys cinquanta, Strauss va aconseguir una més gran popularitat a la pantalla petita durant els anys 1960, participant en sèries com  Bonanza (1962), Doctor Kildare (1963),  Rawhide (1963), Wagon Train (1959-1963), Mona McCluskey, en la qual va interpretar el paper de sergent Stan Gruzewsky en sis episodis de 1965 a 1966,  Bewitched (1966), en el paper de la investigador privat Charlie Leach. Els papers esporàdics al cinema, va ser en comèdies com Girls! Girls! Girls!) (1962) i Frankie i Johnny (1966), tant pel costat d'Elvis Presley, The Thrill of It All (1963) amb Doris Day i The Family Jewels (1966) amb Jerry Lewis.
L'última aparició en pantalla va ser en la pel·lícula  The Noah, estrenada el 1975, però rodada el 1968, abans que l'actor informés d'una paràlisi parcial després d'un ictus. A la pel·lícula, Strauss va fer el paper de Noè, l'únic supervivent a la Terra després d'un holocaust nuclear, que tracta de superar la soledat creant-se un univers de ficció composta per personatges en realitat no existents. Pel·lícula molt experimental, The Noah representa el comiat de l'escena de Strauss. Va patir un segon accident vascular cerebral fatal, i l'actor va morir el 20 de febrer de 1975 a l'edat de seixanta anys. Va deixar a la seva segona esposa Audrey Bratty, amb qui s'havia casat el 1961, un any després del seu divorci de Virgínia Deeb.

## Filmografia
Filmografia de Robert Strauss
- 1942: Native Land: Frank Mason
- 1949: Hold That Baby!: Two $10's for a Five
- 1950: The Sleeping City: Tinent Barney Miller
- 1952: Sailor Beware: CPO Lardoski
- 1952: Jumping Jacks: Sergent McClusky
- 1953: The Redhead from Wyoming: 'Knuckles' Hogan
- 1953: Stalag 17: Stanislas Kasava
- 1953: Here Come the Girls: Jack
- 1953: Act of Love: Sergent Johnny Blackwood
- 1953: Money from Home: Seldom Seen Kid
- 1954: The Atomic Kid: Stan Cooper
- 1954: The Bridges at Toko-Ri: Beer Barrel
- 1955: The Seven Year Itch: Mr. Kruhulik
- 1955: L'home del braç d'or (The Man with the Golden Arm): Schwiefka
- 1956: Attack!: Pfc. Bernstein
- 1958: I Mobster: Black Frankie Udino
- 1958: Frontier Gun: Yubo
- 1959: Inside the Mafia: Sam Galey
- 1959: 4D Man: Roy Parker
- 1959: Li'l Abner: Romeo Scragg
- 1960: Wake Me When It's Over: Sergent Sam Weiscoff
- 1960: September Storm: Ernie Williams
- 1961: Dondi: Sammy Boy
- 1961: The Last Time I Saw Archie: Sergent major Stanley Erlenheim
- 1961: Twenty Plus Two: Jimmy Honsinger
- 1961: The George Raft Story: Frenchie
- 1962: Girls! Girls! Girls!, de Norman Taurog: Sam
- 1963: The Thrill of It All: Cap camioners
- 1963: The Wheeler Dealers: Feinberg

## Premis i nominacions
Nominacions
- 1954: Oscar al millor actor secundari per Stalag 17